# Turmalina
Turmalina (укр. Турмалін) — третій і останній студійний альбом популярної аргентинської акторки і співачки Наталії Орейро, що вийшов в 2002 році.

## Список композицій
| Стандартне видання | Стандартне видання            | Стандартне видання                        | Стандартне видання                | Стандартне видання |
| #                  | Назва                         | Автор                                     | Продюсер(и)                       | Тривалість         |
| ------------------ | ----------------------------- | ----------------------------------------- | --------------------------------- | ------------------ |
| 1.                 | «No Soporto»                  | Андрес Мунера Фернандо "Тобі" Тобон       | Кіке Сантандер Мунера Тобон       | 3:27               |
| 2.                 | «Que Digan Lo Que Quieran»    | К. Сантандер                              | К. Сантандер Мунера Тобон         | 3:55               |
| 3.                 | «Amor Fatal»                  | Хосе Луїс Аррояве Джовані Корреа          | К. Сантандер Мунера Тобон         | 3:07               |
| 4.                 | «Alas De Libertad»            | Наталія Орейро Марсело Венгровський       | К. Сантандер Даніель Бетанкур     | 4:12               |
| 5.                 | «Canto Canto»                 | К. Сантандер Густаво Сантандер Аррояве    | К. Сантандер Мунера Тобон         | 3:08               |
| 6.                 | «Cayendo»                     | Орейро Хосе Гавірія Мунера Тобон          | К. Сантандер Мунера Тобон         | 3:08               |
| 7.                 | «Por Verte Otra Vez»          | К. Сантандер                              | К. Сантандер Мунера Тобон         | 3:27               |
| 8.                 | «Cuesta Arriba, Cuesta Abajo» | Коті Сорокін Матіас Сорокін               | К. Сантандер Мунера Тобон Гавірія | 3:41               |
| 9.                 | «No Va Más»                   | Туліо Кремізіні К. Сантандер Г. Сантандер | К. Сантандер Мунера Тобон         | 3:14               |
| 10.                | «Pasión Celeste»              | Хайме Роос Рауль Кастро                   | Роос                              | 3:39               |
| 11.                | «Mar»                         | Орейро                                    | К. Сантандер Мунера Тобон         | 4:30               |
| 39:34              |                               |                                           |                                   |                    |

| Бонус-трек чеського перевидання "Качорра" | Бонус-трек чеського перевидання "Качорра"  | Бонус-трек чеського перевидання "Качорра" | Бонус-трек чеського перевидання "Качорра" |
| #                                         | Назва                                      | Режисер                                   | Тривалість                                |
| ----------------------------------------- | ------------------------------------------ | ----------------------------------------- | ----------------------------------------- |
| 12.                                       | «Que Digan Lo Que Quieran» (Музичне відео) | Науель Лерена                             | 4:52                                      |